# Clash on Broadway
Albums de The Clash
The Story of the Clash, Volume 1
(1988) The Singles
(1991)
Clash on Broadway est un coffret-compilation du groupe The Clash sorti en 1991. Comprenant 3 disques, il balaye l'ensemble de la discographie du groupe (à l'exception de leur dernier album, Cut the Crap) en y incluant des démos et quelques raretés.

## Titres
Toutes les chansons sont signées Joe Strummer et Mick Jones sauf indications contraires

### Disque 1
1. Janie Jones (demo)  — 2:11
2. Career Opportunities (demo) — 1:58
3. White Riot — 1:59
4. 1977 — 1:41
5. I'm So Bored with the USA — 2:25
6. Hate and War 2:06
7. What's My Name (Mick Jones, Joe Strummer, Keith Levene) — 1:40
8. Deny – 3:05
9. London's Burning — 2:10
10. Protex Blue – 1:46
11. Police and Thieves (Junior Murvin, Lee Scratch Perry) — 6:00
12. 48 Hours — 1:36
13. Cheat — 2:07
14. Garageland — 3:14
15. Capital Radio One — 2:09
16. Complete Control — 3:14
17. Clash City Rockers — 3:49
18. City of the Dead — 2:24
19. Jail Guitar Doors — 3:04
20. The Prisoner — 3:00
21. (White Man) In Hammersmith Palais — 4:01
22. Pressure Drop (Toots Hibbert) — 3:26
23. 1-2 Crush on You — 3:01
24. English Civil War (live) (traditional, arranged Strummer/Jones) — 2:41
25. I Fought the Law (live) (Sonny Curtis) — 2:26

### Disque 2
1. Safe European Home — 3:51
2. Tommy Gun — 3:17
3. Julie's Been Working for the Drug Squad – 3:04
4. Stay Free — 3:40
5. One Emotion — 4:40
6. Groovy Times — 3:30
7. Gates of the West – 3:27
8. Armagideon Time (Willie Williams, Jackie Mittoo) — 3:50
9. London Calling — 3:20
10. Brand New Cadillac (Vince Taylor) — 2:10
11. Rudie Can't Fail — 3:30
12. The Guns of Brixton (Paul Simonon) — 3:11
13. Spanish Bombs — 3:20
14. Lost in the Supermarket — 3:48
15. The Right Profile — 3:55
16. The Card Cheat (The Clash) — 3:51
17. Death or Glory — 3:57
18. Clampdown — 3:50
19. Train in Vain — 3:11
20. Bankrobber — 4:33

### Disque 3
1. Police on My Back (Eddy Grant) — 3:18
2. The Magnificent Seven (The Clash) — 5:33
3. The Leader (The Clash) — 1:42
4. The Call Up (The Clash) — 5:28
5. Somebody Got Murdered (The Clash) — 3:35
6. Washington Bullets (The Clash) — 3:52
7. Broadway (The Clash) — 4:57
8. Lightning Strikes (Not Once But Twice) (live) (The Clash) — 3:38
9. Every Little Bit Hurts (Ed Cobb) — 4:38
10. Stop the World (The Clash) — 2:33
11. Midnight to Stevens (The Clash) — 4:39
12. This Is Radio Clash (The Clash) — 4:11
13. Cool Confusion (The Clash) — 3:15
14. Red Angel Dragnet (edited version) (The Clash) — 3:25
15. Ghetto Defendant (edited version) (The Clash) — 4:15
16. Rock the Casbah (US single version) (The Clash) — 3:42
17. Should I Stay or Should I Go (US single version) (The Clash) — 3:09
18. Straight to Hell (unedited version) (The Clash) — 6:56
19. The Street Parade (The Clash) — 3:27

## Personnel
- Mick Jones — chant, guitares, claviers
- Joe Strummer — chant, guitares, claviers
- Paul Simonon — basse, chant
- Terry Chimes — batterie (disque 1, titres 1-15)
- Topper Headon — batterie, piano, basse, chant (disque 1, titres 16-25, disques 2 et 3)